# Couvains (Manche)
Couvains is een gemeente in het Franse departement Manche (regio Normandië) en telt 418 inwoners (2004). De plaats maakt deel uit van het arrondissement Saint-Lô.

## Geografie
De oppervlakte van Couvains bedraagt 15,2 km², de bevolkingsdichtheid is 27,5 inwoners per km².
De onderstaande kaart toont de ligging van Couvains (Manche) met de belangrijkste infrastructuur en aangrenzende gemeenten.

## Demografie
Onderstaande figuur toont het verloop van het inwonertal (bron: INSEE-tellingen).

1. ↑  Populations de référence 2022.